# A Sombra do Passado
A sombra do passado é uma telenovela brasileira exibida pela TV Paulista em janeiro de 1965, às 18h. Escrita por Leonardo de Castro, foi dirigida por Moreira Júnior.

## Elenco
- Aristides Molina - Carlão
- Emiliano Queiroz - Otávio
- Lucimara Parisi - Alice
- Lucy Meirelles - Carmem
- Luís Pellegrini - Eduardo
- Márcia Cardeal - Edite
- Marta Greiss - Leila
- Melanie Del Nero - Elisa
- Pena Filho - Caseiro
- Turíbio Ruiz - Lúcio
- Maria de Lourdes -  Lenita